# アスナプレビル
アスナプレビル（Asunaprevir）はC型肝炎経口治療薬の一つである。商品名スンベプラ。日本ではダクラタスビルとの併用療法が臨床試験に付され 、2015年3月に承認された。アスナプレビルはC型肝炎ウイルスの酵素セリンプロテアーゼNS3/4Aの阻害剤である。開発コードBMS-650032。なお日本での販売は2021年に中止された。

## 効能・効果
セログループ1（ジェノタイプ1）のC型慢性肝炎またはC型代償性肝硬変におけるウイルス血症の改善

## 禁忌
アスナプレビルは下記の患者には禁忌である。
- 製剤の成分に過敏症の既往歴のある患者
- 中等度以上（Child-Pugh分類BまたはC）の肝機能障害 または 非代償性肝疾患 のある患者
- 下記の薬剤・食品を使用中の患者

- アゾール系抗真菌剤（経口または注射剤）
- クラリスロマイシン
- エリスロマイシン
- ジルチアゼム
- ベラパミル塩酸塩
- コビシスタット含有製剤
- HIVプロテアーゼ阻害剤

血中濃度が増加する
- リファンピシン
- リファブチン
- フェニトイン
- カルバマゼピン
- フェノバルビタール
- デキサメタゾン全身投与
- モダフィニル
- 非ヌクレオシド系逆転写酵素阻害剤（リルピビリン塩酸塩を除く）
- ボセンタン水和物
- セイヨウオトギリソウ（セント・ジョーンズ・ワート）含有食品

血中濃度が低下する
- シクロスポリン

アスナプレビルの肝臓での取り込みが減少する
- フレカイニド
- プロパフェノン

これらの薬剤のCYP2D6による代謝が阻害される

### 慎重投与
- 重度の腎機能障害患者で血液透析を行っていない場合は、血中濃度が上昇することがある。
- B型肝炎ウイルス感染の患者または既往感染者では、ウイルスが再活性化される場合がある。

## 副作用
添付文書に記載されている重大な副作用は、ALT（GPT）増加、AST（GOT）増加、血中ビリルビン増加、多形紅斑、血小板減少、間質性肺炎である。
これらの内、ALT（GPT）増加の発現率が17.4%、AST（GOT）増加の発現率が14.4%であるほか、好酸球増加症、発熱、倦怠感、頭痛、下痢、悪心が5%以上に発現する。

## 臨床試験
アスナプレビルはダクラタスビルとの併用のほか、ペグインターフェロンとリバビリンとの3剤併用療法が試験された。
日本では、第I相臨床試験（単回投与、反復投与）のほか、次の第IIa相臨床試験と第III相臨床試験が実施された。

### AI447017試験（第IIa相）
インターフェロンを含む治療に不適格、不忍容、無反応のジェノタイプ1のC型慢性肝炎患者43名を対象にアスナプレビル（ASV）＋ダクラタスビル（DCV）を24週間投与した。24週後のウイルス学的著効率（SVR24）は76.7%であった:17。副作用発現率は93.0%であった。

### AI447031試験（第III相）
インターフェロン（IFN）を含む治療に適格のジェノタイプ1b未治療患者を対象に、ASV＋DCV（119名）またはIFN/RBV（リバビリン）＋テラプレビル（TVR）（111名）を投与した。SVR24はASV＋DCV群で86.6%、IFN/RBV＋TVR群で60.4%であり、非劣性が示された:18。
また、前治療再燃患者（22名）にASV＋DCVを投与した結果のSVR24は90.9%であった。
副作用発現率は58.9%であった。

### AI447026試験（第III相）
ジェノタイプ1bのC型慢性肝炎患者222名にASV＋DCVを投与した結果、SVR24は84.7%であった:21。
副作用発現率は57.7%であった。